# موربلو
موربلو (به ایتالیایی: Morbello) یک کومونه در ایتالیا است که در استان آلساندریا واقع شده‌است.

## خصوصیات
موربلو ۲۳٫۳۰ کیلومترمربع مساحت و ۴۵۷ نفر جمعیت دارد و ۴۰۲ متر بالاتر از سطح دریا واقع شده‌است.